# 비데오트론 센터
비데오트론 센터(영어: Videotron Centre, 프랑스어: Centre Vidéotron)는 캐나다 퀘벡주 퀘벡에 위치한 실내 경기장이다.